# Amnah El Trabolsy
Amnah El Trabolsy (en arabe : آمنة الطرابلسي), née le 28 avril 1985 à Alexandrie, est une joueuse professionnelle de squash représentant l'Égypte. Elle atteint le 41e rang mondial en février 2004, son meilleur classement. Elle est finaliste du championnat du monde junior en 2003.

## Biographie
Junior brillante, elle atteint la finale des championnats du monde junior en 2003 face à sa compatriote Omneya Abdel Kawy et elle est championne du monde junior par équipes. Elle fait partie de l'équipe nationale, finaliste des championnats du monde par équipes en 2006. Elle arrête rapidement le squash en 2008 à l'âge de 23 ans.

## Palmarès

### Finales
- Championnats du monde par équipes : 2006
- Championnats du monde junior : 2003